# 寺尾博

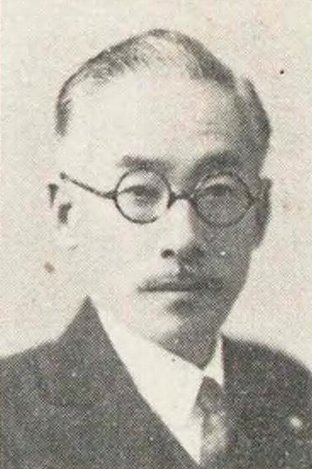
寺尾博

寺尾 博（てらお ひろし、1883年（明治16年）9月2日 - 1961年（昭和36年）7月16日）は、日本の農学者。東北帝国大学教授。貴族院勅選議員。参議院議員（緑風会）。農学博士。日本学士院賞受賞。

## 経歴
静岡県出身。1903年（明治36年）、静岡県立静岡中学校卒業。旧制第一高等学校を経て、1909年（明治42年）、東京帝国大学農科大学を卒業（恩賜の銀時計授与）、農商務省に入った。農事試験場技手、同技師、農林技師を歴任。
この間、水稲の耐寒品種である陸羽132号の交配、育成を行った。
1941年（昭和16年）に農事試験場長に就任。同年に東北帝国大学教授・農学研究所長を兼ねた。
1944年（昭和19年）、「水稲冷害の生理学的研究」で日本学士院賞受賞。
1946年（昭和21年）8月14日に貴族院議員に勅選された。翌年に貴族院が廃止されると、第1回参議院議員通常選挙に出馬し、当選を果たした。

## 著書
- 『植物育種要説』岩波書店、1931年。
- 『農の理法』生活社、1946年。